# Dinh thự Stoclet
Dinh thự Stoclet hay Cung điện Stoclet (tiếng Pháp: Palais Stoclet, tiếng Hà Lan: Stocletpaleis) là một dinh thự nằm tại Woluwe-Saint-Pierre, Bruxelles, Bỉ. Công trình được thiết kế bởi kiến trúc sư người Áo Josef Hoffmann cho chủ ngân hàng và người yêu nghệ thuật Adolphe Stoclet từ năm 1905 đến 1911. Nó được coi là kiệt tác của Hoffman và được coi là một trong những tư dinh sang trọng và tinh tế nhất thế kỷ 20. Dinh thự này hiện vẫn được gia đình Stoclet sử dụng và không mở cửa cho du khách tham quan. Nó đã được UNESCO đưa vào danh sách di sản thế giới năm 2009.

## Mô tả
Cung điện Stoclet là tư dinh của Adolphe Stoclet (1871-1949), một nhà sưu tầm nghệ thuật giàu có. Ông đã mời kiến trúc sư người Áo Josef Hoffmann (1870-1956), một thành viên sáng lập của Liên minh Nghệ sĩ Áo thiết kế. Ông đã bỏ phong cách xây dựng cũ để thiết kế một công trình bất đối xứng của các hình khối chữ nhật, nổi bật ở các phần góc cạnh.
Sự lộng lẫy bên ngoài của công trình được làm mềm bởi cửa sổ, bao gồm ở mái hiên, khung kính ở tầng mái và các tác phẩm bằng đồng mô tả bốn người đàn ông khỏa thân của Franz Metzner gắn trên tháp tum trên cầu thang. Lan can cầu thang thẳng đứng được thiết kế phù hợp với ban công được tô điểm bởi vật trang trí theo phong cách Tân Nghệ thuật.
Bản vẽ của công trình được hoàn thành năm 1905. Một năm sau, nó được khởi công xây dựng và dinh thự Stoclet được hoàn thành vào năm 1911, đánh dấu bước ngoặt của phong cách kiến trúc nghệ thuật kiểu mới (Art Nouveau), ảnh hưởng đến nghệ thuật đương đại và sự ra đời của phong cách nghệ thuật kiến trúc Art Deco. Đây là một trong những công trình được đánh giá là hoàn hảo, đồng nhất do các nghệ sĩ Áo thiết kế, cùng với các tác phẩm nghệ thuật của Koloman Moser và Gustav Klimt tạo ra một công trình nghệ thuật đồ sộ, làm đổi mới nghệ thuật châu Âu lúc bấy giờ.
Từ đó đến nay, tuy công trình bị ít nhiều thay đổi nhưng vẫn giữ được phong cách kiến trúc và ảnh hưởng của nó, như là hiên với lối đi được mở rộng ra vào năm 1954, sử dụng biện pháp chống thấm, lắp đặt đường dây điện, xây dựng lại nhà kho, sơn lại mặt tiền phía Nam, thay thế các khung cửa sổ phía Tây. Nội thất của dinh thự gần như còn nguyên vẹn, người ta phục hồi lại nguyên gốc của những tấm vải trang trí,thảm..